# Letharchus
Letharchus es un género de peces anguiliformes de la familia Ophichthidae.

## Especies
Se reconocen las siguientes especies:
- Letharchus aliculatus
- Letharchus rosenblatti
- Letharchus velifer